# III. Kelemen (ellenpápa)
III. Kelemen (1029 k. – 1100. szeptember 8.) lépett fel a római katolikus egyház történelmében tizenkilencedikként mint ellenpápa. Kelemen hivatala is a közel száz éve dúló invesztitúraharcok része volt, amely a Német-római Birodalom császárai és a pápák között dúlt.

## Életének és karrierjének kezdetén
Kelemen eredetileg Ravennai Wibert vagy Guibert néven látta meg a napvilágot a lombardiai Parma városának egyik legelőkelőbb családjában hozzávetőleg 1029-ben. Az ifjú Guibert iskolaéveit egy kolostorban töltötte, így lassan körvonalazódni kezdett papi pályája. Felszenteléséről és korai egyházi pályájáról nem maradtak fenn információk, de az bizonyos, hogy előrehaladásában nagy szerepet játszott előkelő származása és családjának kiváló kapcsolata a Canossa őrgrófjaival és így a német-római udvarral. Ezért nem meglepő, hogy harmincadik életévéhez közeledve Guibert Ágnes császárné udvarának egyik meghatározó klerikusának számított. A régensnő 1057-ben Guibertet nevezte ki Itália kancellárjának.
1058-ban részt vett II. Miklós pápa megválasztásában és jelen volt annak temetésén is 1061-ben. Az új egyházfő személyét, II. Sándort azonban nem támogatta, és a Lombardiában illetve a német területeken kialakuló ellentáborhoz csatlakozott. A reformellenző párt élén megválasztotta Pietro Cadalust, Parma grófját II. Honorius néven ellenpápának. A reformok ellen agitáló klérus azonban ekkor még kudarcot vallott, ugyanis többek között III. Godfrey, Alsó-Lotaringia hercege, Köln érseke és más pápai követek is meggyőzték a német udvart Sándor reformjainak szükségességéről. Amint a császári korona Róma mellé állt, az északi liga elvesztette minden támogatóját. 1063-ban valószínűleg ezek miatt Ágnes elvette Guiberttől a kancellári rangot. A reformok ellenzőjeként ugyan továbbra is a pápa ellenzékében maradt, de kilenc éven keresztül nyoma veszett a korabeli krónikákból. Ekkor valószínűleg Németországban élt, és sohasem távolodott el az udvartól, legfőképpen az ifjú trónörököstől nem, IV. Henriktől. 1072-ben a német udvar feje az energikus Henrik lett, aki vissza akarta állítani a császárok jogait. Ezért még ugyanebben az évben Guibertet a Ravennai egyházmegye élére nevezte ki. A püspöki cím elfogadását csak igen nehezen sikerült Hildebrand bíborosnak elfogadtatnia II. Sándorral. Végül az egyházi béke nevében Sándor beleegyezett Guibert kinevezésébe, és az újdonsült ravennai püspök esküt tett Sándor és utódai követésére. Ezt azonban csak addig tartotta be, amíg Sándor életben volt.

## Egyházi ellentétek

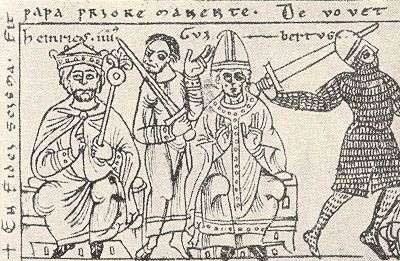
III. Kelemen és IV. Henrik a Jenesis Bose Kódexben

II. Sándor pápa és kancellárja ugyan esküt vettek Guiberttől, hogy Szent Péter trónját tiszteletben fogja tartani, és a pápák elsőbbségét elismeri. Mégis II. Sándor halála után az egyik legnagyobb hatású egyházfő, Hildebrand érsek, azaz VII. Gergely pápa foglalhatta el a legfőbb pásztor trónját. Gergely a középkor rendezetlen viszonyaiban egyedül az egyházat látta stabilnak, és ennek tisztaságát minden áron meg akarta őrizni. 1073-as trónra lépése a pápák történelmének egyik legnagyobb hatású pontifikátusának a kezdetét jelentette. 1074-ben az első nagyböjti zsinaton Guibert is részt vett, de miután Gergely ellentmondást nem tűrve a kánoni törvények közé emelte a szimónia tiltását és az egyházi személyek tiszta, nőmentes életét, Észak-Itália legtöbb egyházi vezetőjével együtt a pápa ellen foglaltak állást. Ezt a német klérus is hasonlóképpen látta, és Henrik végre alkalmasnak látta az időt egy Róma elleni hadjáratra. 

Guibert és Gergely viszonyát más is elmérgesítette. A pápa ugyanis ragaszkodott korábbi püspöki birtokaihoz, és Imola városa mindvégig vitatott terület maradt a két püspöki egyházmegye között. A későbbi zsinatokon Guibert már nem volt hajlandó megjelenni, ezért Gergely azzal vádolta meg őt, hogy szándékosan a pápai hatalom ellenzékébe vonult esküje ellenére. A háború egyre nagyobb hullámokat vert az Alpok mindkét oldalán. Henrik seregei Itáliát dúlták, míg Gergely kiátkozása a német fejedelmek hatalmát tették erősebbé a Szent Birodalomban. Guibert részt vett a wormsi zsinaton, ahol a német klérus letette hivatalából a pápát, majd a milánói érsekkel együtt vezette az észak-itáliai ellentábort. 1076-ban Gergely kiátkozta az összes püspököt, aki részt vett a wormsi zsinaton, így tehát Guibertet is. Erre válaszul a ravennai püspök Páviába hívta össze a lombard klérust, ahol az általa vezetett zsinaton kiátkozták Gergelyt. Erre 1078-ban a lenteni zsinaton a pápa név szerint is kiátkozta Guibertet.

## Az ellenpápaság évei
A háború végül odáig fajult, hogy a Canossa-járás után a sorait rendező Henriket Gergely 1080-ban másodszor is kiátkozta, és helyette Rudolfot, Svábia hercegét ismerte el a birodalom urának. Henrik ezen annyira felbőszült, hogy a német klérust azonnal összehívta Brixenbe, és 1080. június 16-án Gergelyt megfosztották méltóságától és Guibertet, mint III. Kelement megválasztották ellenpápának. A császár bosszúját egyébként maga Guibert eszelte ki, ezért is kerülhetett Henrik bosszúhadjáratának élére. A császár azonnal hűséget esküdött az új egyházfőnek, és megígérte, hogy seregei élén Rómába viszi. Kelemen pápai pompával vonult be Ravennába, azonban a nagy dicsőség során megfeledkezett elismertetni magát más egyházi méltóságokkal. Így Kelemen Henrik bábjává süllyedt, és még a reformok ellenzői is egy német bábot láttak benne.
Henrik többszöri próbálkozás után végül 1084. március 21-én elfoglalta Róma jelentős részét. Gergely az Angyalvárba zárkózott, és Kelement végre a lateráni Szent János-templomban egyházfővé szentelték. Kelemennek már alig maradt ideje, hogy császárrá koronázza Henriket, ugyanis Gergely szövetségesei, a normannok és Toszkána őrgrófjai is jelentős sereggel indultak meg a császár szétzilált csapatai ellen. Ezért aztán Henrik és az ellenpápa még március végén sietve elhagyta Rómát.
Guibert legfőbb támasza, a német és lombard klérus a háborúk után igen megosztott maradt. A Gergelypárti püspökök Quedlinburgban gyűltek össze, és zsinatukon kiátkozták Kelement, míg Henrik Mainzba hívta Kelemen híveit, akik megerősítették az új pápa trónját, és kiátkozták Gergelyt. Noha 1085. május 25-én a nagy pápa meghalt, Guibert és Henrik mégsem tudta elismertetni hatalmát. A pápaválasztók ugyan nagy zavargások közepette, de végül megválasztották III. Viktor pápát, akinek megkoronázása után azonnal menekülnie kellett Rómából Kelemen bérgyilkosai elől. Az ellenpápa embereit csak a toszkániai hercegnő, Matilda segítségével sikerült visszavonulásra kényszeríteni.
De Viktor 1087-es halála sem oldotta meg Henrik és Kelemen gondjait, ugyanis Rómában II. Orbán pápa foglalhatta el az egyház teljes akaratából a pápai trónt. Kelemen és a császárpárti katonák hiába üldözték el Rómából, a pápát ismét legitimként ismerte el a keresztény világ java része és a klérus döntő hányada. Orbán végül csak Franciaországban talált menedéket. Időközben Kelemen bátran bitorolta a pápai jogokat. Rómából visszavonta Henrik kiátkozását, és szigorúan büntette azokat, akik nem akarták elismerni az egyház fejének. Ezért aztán lassan Orbán mögé sorakozott fel az egész klérus, és ráadásul Henrik hatalma is egyre haloványabbá vált saját birodalmában. A pápa a francia uralkodó segítségével visszafoglalta Róma nagy részét, és immár Kelemen kényszerült az Angyalvár falai közé. A király testvére, Hugó, Vermandois grófja vezette személyesen a keresztes hadjáratot, aminek eredményeként 1098-ban az Angyalvár is Orbán kezébe került.

### Teljes kudarc
Miután Henrik hatalma a német területeken meggyengült, a császár kivonta seregeit Itáliából. Ezek után Kelemen hatalma végleg szétporladt és mindössze Ravennában és néhány észak-itáliai egyházmegyében számított a szava. 1099-ben Orbán halála után még megpróbálta megszerezni Róma prímásának címét, de azt II. Paszkálnak ítélte a klérus. Az új pápát támogató sereg kiűzte az ősi városból Kelement, és végül Cività Castellana városában talált menedéket, ahol 1100. szeptember 8-án meghalt. Ugyan halála után követői új ellenpápát (Theoderich) választottak, mégis köztudott volt, hogy a császárpárti egyházfők nem kapnak legitimitást.